# Rainbow (山本彩のアルバム)
『Rainbow』（レインボー）は、日本の女性歌手・山本彩の1作目のアルバム。2016年10月26日によしもとアール・アンド・シー（laugh out loud! records）より発売された。

## 背景とリリース
AKB48グループメンバーのソロデビューは板野友美・前田敦子・岩佐美咲・渡辺麻友・指原莉乃・松井咲子（ピアニスト）・河西智美・柏木由紀・高橋みなみ・倉持明日香・松村香織（SKE48）・渡辺美優紀（NMB48）・藤田奈那に続き14人目となり、NMB48メンバーでは渡辺美優紀に続いて2人目となる。初回限定盤、通常盤の2形態でリリースされ、初回限定盤には「雪恋」のミュージック・ビデオと特典映像を収録したDVDが付属する。
本作のリリースならびに山本のソロデビューは2016年8月25日にラジオ番組『AKB48のオールナイトニッポン』上で、自身によって発表された。かねてより山本はシンガーソングライターになることを目標に掲げており、本アルバムについて山本は夢への第一歩であると表現した。秋元康の提言から、シングルではなくアルバムでのソロデビューとなった。アルバムのサウンドプロデューサーは亀田誠治が務め、GLAYのTAKURO（G）やスガシカオなどから楽曲提供を受けており、山本自身が作詞作曲した楽曲も収録される。サウンドプロデューサーの亀田については、山本が夢の話として名前を挙げたところ、オファーが実現したものである。
アルバムは2016年5月に制作が開始された。同年9月28日にタイトルとアーティスト写真が公開され、翌29日にレコーディングが終了した。同年10月3日に「雪恋」が山本がレギュラー出演するラジオ番組『アッパレやってまーす!』（MBSラジオ）で解禁され、収録内容が初公開となった。同年10月6日にすべての収録内容およびジャケット写真が公開された。翌7日にはアルバム発売を記念して、LINE LIVE特別番組『山本彩のLINELIVE!』を生配信し、アルバム制作の際のエピソードや、アーティストとしての想いなどを語った。同番組では「雪恋」のミュージック・ビデオが初披露された。
アーティスト写真ならびにジャケット写真は、以前山本の写真集および映像作品『SY』を手がけたレスリー・キーによるものである。
「雪恋」のミュージック・ビデオの監督は井上強が担当した。

## 楽曲解説
レインボーローズ
本アルバムの中で唯一山本のストックから引っ張ってきた楽曲であり、アルバム制作の終盤に差し掛かる中で、本人の強い希望により音源化が決まった。山本の中では「大事な一曲」であり、サビの歌詞は自身の人生のモットーだとしている。「レインボーローズ」は、山本が20歳になったときに行われた、NMB48の劇場公演における「生誕祭」でファンから贈られた花であり、その花言葉「無限の可能性」というシンプルな言葉は、考えすぎる自分に悩んでいた時期であったこともあり、心に刺さり、それ以来ずっと大事にしていた言葉だったという。本曲に関しては、「これが山本彩です」と言い切れるものだとしている。
彼女になりたい
「たまには違うタイプの歌詞を書かないといけないな」と思い制作したのが「彼女になりたい」であり、山本によると「ザ・女子みたいな曲」である。
心の盾
「レインボーローズ」とならび、山本が自分を歌っていると言い切れる曲が「心の盾」である。

## イベント
発売を記念して、『山本彩 LIVE TOUR 2016 〜Rainbow〜』と題されたZeppツアーを開催した。日程は以下の通り。
- 2016年11月2日：ZEPP NAGOYA[23]
- 2016年11月8日：ZEPP TOKYO[24]
- 2016年11月14日：ZEPP SAPPRO
- 2016年11月21日：ZEPP NAMBA[25]
- 2016年11月22日：ZEPP NAMBA[26]

## メディアでの使用
雪恋
NTTドコモ／レコチョク 『dヒッツ』CMソング
ひといきつきながら
JT（日本テレビ系『アナザースカイ』限定） CMソング

## 収録トラック
| #         | タイトル                 | 作詞           | 作曲       | 編曲            | 時間  |
| --------- | ------------------------ | -------------- | ---------- | --------------- | ----- |
| 1.        | 「レインボーローズ」     | 山本彩         | 山本彩     | 亀田誠治        | 4:34  |
| 2.        | 「雪恋」                 | 山本彩         | 山本彩     | 亀田誠治        | 3:56  |
| 3.        | 「ヒトコト」             | いしわたり淳治 | 百田留衣   | 亀田誠治        | 4:04  |
| 4.        | 「彼女になりたい」       | 山本彩         | 山本彩     | 亀田誠治        | 4:00  |
| 5.        | 「愛のバトン」           | いしわたり淳治 | 蔦谷好位置 | 亀田誠治        | 4:47  |
| 6.        | 「BAD DAYS」             | TAKURO         | TAKURO     | 亀田誠治&TAKURO | 5:41  |
| 7.        | 「月影」                 | 山本彩         | 山本彩     | 亀田誠治        | 3:50  |
| 8.        | 「スマイル」             | 亀田誠治       | 亀田誠治   | 亀田誠治        | 4:11  |
| 9.        | 「心の盾」               | 山本彩         | 山本彩     | 亀田誠治        | 4:37  |
| 10.       | 「ひといきつきながら」() | 岩田純平       | 生沢佑一   | 亀田誠治        | 5:05  |
| 11.       | 「疑問符」               | 秋元康         | 山本彩     | 亀田誠治        | 4:58  |
| 12.       | 「幸せの欠片」           | 山本彩         | 山本彩     | 亀田誠治        | 4:18  |
| 13.       | 「メロディ」             | スガシカオ     | スガシカオ | 亀田誠治        | 4:57  |
| 合計時間: | 合計時間:                | 合計時間:      | 合計時間:  | 合計時間:       | 59:05 |

| #  | タイトル                                    | 作詞 | 作曲・編曲 |
| -- | ------------------------------------------- | ---- | ---------- |
| 1. | 「雪恋＜ミュージックビデオ＞」              |      |            |
| 2. | 「特典映像1 レインボーローズ」              |      |            |
| 3. | 「特典映像2 アルバム「Rainbow」メイキング」 |      |            |